# エニェディ・イルディコー
エニェディ・イルディコー（Enyedi Ildikó, 1955年11月15日 - ）は、ハンガリーの映画監督、脚本家である。

## キャリア
1989年に監督デビュー作『私の20世紀』が第42回カンヌ国際映画祭で上映され、カメラ・ドールを受賞する。1992年に第42回ベルリン国際映画祭で審査員を務める。1994年に映画『Magic Hunter』が第51回ヴェネツィア国際映画祭のコンペティション部門で上映される。2007年に第29回モスクワ国際映画祭で審査員を務める。
2017年に第67回ベルリン国際映画祭のコンペティション部門で『心と体と』が上映され、最高賞である金熊賞を獲得する。

## フィルモグラフィ
- 私の20世紀 Az én XX. századom (1989) 監督・脚本
- Bűvös vadász (1994) 監督・脚本
- A Gyár (1995) 監督
- Tamás és Juli (1997) 2000, Seen By...プロジェクトの1作[6]、監督・脚本
- Simon mágus (1999) 監督・脚本・製作
- Európából Európába (2004) ドキュメンタリー、監督
- Első szerelem (2008) 短編、監督・脚本
- 心と体と Testről és lélekről (2017) 監督・脚本